# Gilbert Bécaud
Gilbert Bécaud, nato François Gilbert Léopold Silly (Tolone, 24 ottobre 1927 – Parigi, 18 dicembre 2001), è stato un cantante, pianista, compositore e attore francese. 
Fu soprannominato Monsieur 100.000 volt (Signor 100.000 volt) per la sua grande energia sulla scena e per le sue oltre 400 canzoni. I suoi successi più celebri Mes mains, Nathalie, Le Jour où la pluie viendra, Je t'appartiens, Marie, Marie e Et maintenant.

## Biografia
Nato a Tolone, da madre single, Léocadie Gabrielle Jardin, sposò in seconde nozze Louis Bécaud, da cui prese il cognome, ancor prima che divorziasse dal primo marito Albert Silly, da cui ebbe lui e un altro figlio. Iniziò a studiare pianoforte sin da giovanissimo al Conservatorio di Nizza che dovette lasciare per unirsi alla Resistenza francese nel 1942.
Dal 1948 al 1950 stabilì un sodalizio artistico con Marie Bizet e Maurice Vidalin iniziando la sua attività di compositore e contribuendo al notevole successo del trio. 
Durante una tournée come pianista di Jacques Pills conobbe Édith Piaf, moglie di Pills, scrivendo per lei Mes mains e Les croix (1953) e debuttando sulla scena come cantante l'anno seguente divenendo così uno dei più brillanti personaggi del panorama artistico francese. Si presentava in pubblico portando sempre una cravatta à pois, che considerava il suo portafortuna e nei concerti utilizzava un pianoforte dalla forma atipica, inclinato in avanti. 
Nella seconda metà degli anni '50 cantò, tra l'altro, La corrida (1956), Le jour où la pluie viendra (1957), C'est merveilleux l'amour (1958) e Marie, Marie (1959) che fu interpretata da Marlene Dietrich e da Dalida. Di quegli anni fu anche il suo debutto al cinema con il film Il fantastico Gilbert (1956).

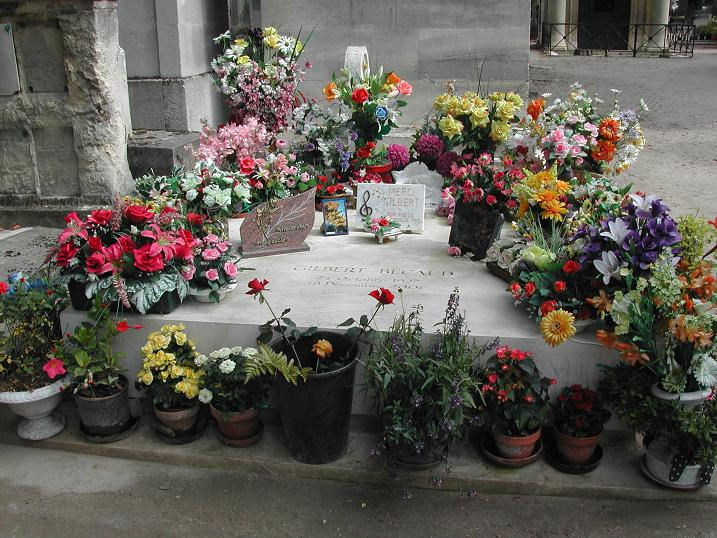
Tomba di Gilbert Bécaud

Nel 1960 vinse il Grand Prix du Disque, importante riconoscimento artistico francese, con una cantata natalizia dal titolo L'enfant à l'etoile e l'anno successivo gli Everly Brothers portarono al successo la versione inglese della sua Je t'appartiens (interpretato in seguito anche da cantanti come Bob Dylan, Nina Simone, Elvis Presley, James Brown, Gino Paoli, Ricky Gianco e i New Trolls).
Il 1961 è l'anno di Et maintenant che fu uno dei più grandi successi della storia discografica francese e interpretato tra gli altri, da Frank Sinatra e Judy Garland nella versione tradotta in inglese di What Now My Love.
Negli anni settanta si dedicò alle sue tournée e al cinema e nel 1974 fu nominato Cavaliere della Legione d'onore; l'anno successivo con A Little Love And Understanding raggiunge un buon successo nel Regno Unito, piazzandosi al decimo posto della classifica di dischi.
Nel 1972 incide per la Emi il brano Kyrie (in italiano) con testo di Marisa Terzi.
Dopo aver lavorato come autore con Neil Diamond, Pierre Grosz e Julian More (con quest'ultimo scrisse il musical Roza che andò in scena a Broadway), nel 1982 incise L'amour est mort con la cantante del Québec Martine St. Claire.
Pur avendo ridotto le sue apparizioni e le sue attività ad alcune tournée, negli anni novanta uscirono alcune compilation di suoi successi.
Morì nel 2001, all'età di 74 anni a Parigi, dove viveva in una casa galleggiante sulla Senna; il suo corpo riposa al cimitero di Père-Lachaise della capitale francese.

## Discografia
Album studio
- 1953 : Gilbert Bécaud et ses chansons
- 1954 : Young man of Paris in Moods of Love
- 1955 : Récital N° 1 - Mes grands succès
- 1956 : Alors raconte
- 1958 : Salut les copains
- 1959 : Pilou... Pilou... hé
- 1961 : Tête de bois
- 1962 : Le Bateau blanc
- 1964 : Le Pianiste de Varsovie
- 1969 : L'un d'entre eux inventa la mort
- 1972 : Gilbert raconte et Bécaud chante
- 1974 : Hier et aujourd'hui
- 1975 : Je t'aime mon frère
- 1976 : L'amour c'est l'affaire des gens
- 1978 : C'est en septembre
- 1980 : Moi, je veux chanter
- 1981 : Bonjour la vie
- 1984 : On attend, on attend
- 1987 : Le Retour
- 1989 : Fais-moi signe
- 1993 : Une vie comme un roman
- 1996 : Ensemble
- 1999 : Faut faire avec
- 2002 : Je partirai
- 2005 : Suite

Musica orchestrale e lirica
- 1960 : L'Enfant à l’Étoile (cantata di Natale) (con l'Orchestre Philharmonique e il coro ORTF)
- 1962 : L'Opéra d'Aran – (Opera in due atti, musica e libretto di Bécaud)
- 1965 : Concerto pour piano
- 1972 : La Répétition
- 1976 : Heureux comme un poisson dans l'eau (publicité)
- 1986 : Roza (musical)
- 1992 : Aran Opéra (Doppio CD RCA/BMG, live in 1966, cantato da Bécaud)

## Filmografia

### Attore
- Il fantastico Gilbert (Le Pays d'où je viens), regia di Marcel Carné (1956)
- Casinò de Paris, regia di André Hunebelle (1957)
- Una ragazza a rimorchio (Les petits matins), regia di Jacqueline Audry (1962)

### Colonna sonora
- Casinò de Paris, regia di André Hunebelle (1957)
- Unico indizio: una sciarpa gialla (La Maison sous les arbres), regia di René Clément (1971)